# Asesinato de Lisa Ann French
Lisa Ann French (Oshkosh, Wisconsin; 2 de junio de 1964-Fond du Lac, Wisconsin; 31 de octubre de 1973) fue una niña estadounidense que fue agredida sexualmente y asesinada por Gerald Miles Turner Jr. vecino de la familia, en la noche de Halloween de 1973, mientras la pequeña realizaba el tradicional truco o trato.

## Antecedentes
Lisa Ann French nació el 2 de junio de 1964 en Oshkosh, ciudad ubicada en el condado de Winnebago, en Wisconsin. Era hija de Allan French y Maryann Gehrig. En el momento de los hechos vivía en Fond du Lac (Wisconsin) con su madre, su padrastro Bruce De Pauw y su hermanastro recién nacido, a media manzana de donde vivía Turner. French cursaba cuarto grado en la escuela primaria Chegwin y era miembro de las Girl Scouts.
En el momento de la muerte de French, Turner vivía con su novia, Arlene Penn, y su hijo pequeño. French y Turner se conocían antes del incidente; French solía pasar tiempo con el bebé de Turner y Penn y conversaba habitualmente con Turner. Turner había compartido anteriormente una parte alquilada de un dúplex con la familia de French. Antes del asesinato, Turner no había sido condenado por ningún delito sexual grave. Turner había abusado sexualmente de una niñera de 15 años, pero nunca fue acusado antes del asesinato de French.

## Noche del asesinato
French salió de su casa alrededor de las 17:45 horas vestida como una vagabunda, con un sombrero negro de fieltro, una parka verde, vaqueros con cinta adhesiva azul y pecas pintadas en las mejillas. French tenía la intención de ir acompañada por una amiga, Ann Parker, a una fiesta de Halloween al aire libre en Pumpkin Place, en East Bank Street. Sin embargo, Parker estaba castigada, por lo que tuvo que quedarse en casa, dejando a French sola para ir a pedir dulces. Se informó de que French se detuvo a pedir dulces en la casa de un compañero de clase y en la de una de sus profesoras, Karen Bauknecht, antes de dirigirse a la residencia de Turner.
Según la confesión de Turner, French llamó al timbre, dijo «truco o trato» y entró por la puerta abierta con su bolsa de caramelos abierta cuando Turner se le acercó. Turner y French comenzaron a hablar sobre los dulces y, en algún momento, Turner atrajo a French a su dormitorio, donde la agredió sexualmente y la asesinó. Turner dijo que, tras la agresión sexual, French no respiraba; intentó reanimarla, pero fue interrumpido cuando Arlene Penn llegó a casa.
Penn, que había estado en la fiesta a la que se suponía que French iba a asistir, dijo que llegó a casa alrededor de las siete de la tarde. Turner llevaba una bata de baño y afirmó varias veces que estaba «enfermo». Penn dijo que Turner fue varias veces al dormitorio para acostarse; en su confesión, Turner dijo que el cuerpo de French estaba, en ese momento, en el baño contiguo.
Después de que Penn saliera de la residencia alrededor de las 20 horas para visitar a su madre, Turner metió el cuerpo y la ropa de French en bolsas separadas y llevó su cuerpo a Taycheedah (Wisconsin), donde lo abandonó en un campo agrícola junto a McCabe Road. En un intento por evitar dejar huellas dactilares en el cuerpo de French o en la escena del crimen, Turner se puso calcetines en las manos para mover el cuerpo. También limpió los zapatos de French y la cremallera de su parka.
La madre de French, Maryann Gehrig, comenzó a preocuparse por el paradero de French cuando esta no regresó a casa a la hora del toque de queda, a las 19 horas. Tres horas más tarde, pasadas las 22 horas, se había formado un grupo de búsqueda y había comenzado a buscar a la joven.

## Descubrimiento, investigación y primer juicio
Se llevó a cabo una búsqueda de cuatro días por todo el condado para encontrar a la niña desaparecida, en la que participaron más de 5 000 voluntarios, 700 padres de la comunidad, agentes de policía auxiliares, la Guardia Nacional de los Estados Unidos y algunas de sus compañeras de las Girl Scouts. Un granjero llamado Gerald Braun regresaba a su casa en su tractor en Taycheedah el 3 de noviembre de 1973, a las 11:30, cuando descubrió dos bolsas de plástico marrones detrás de una cerca de alambre de púas cerca de un bosque en la carretera McCabe, una con el cadáver desnudo de French y la otra con la ropa de su disfraz de Halloween. La autopsia realizada al cuerpo de French reveló que había muerto por asfixia, aunque un patólogo también afirmó que había fallecido por un choque circulatorio debido al trauma sexual que había sufrido. El funeral de French se celebró el 6 de noviembre de 1973 en la iglesia luterana Immanuel-Trinity de Fond du Lac, oficiado por los reverendos Paul G. Piotter y Harold G. Kromrey. El 8 de noviembre de 1973, la cámara de comercio de Fond du Lac ofreció una recompensa de diez mil dólares por la captura del asesino de Lisa Ann French.
Turner fue considerado sospechoso del asesinato al principio de la investigación por parte de las fuerzas del orden de Fond du Lac, pero tuvieron que pasar nueve meses de interrogatorios y pruebas hasta que, nueve meses después, el 8 de agosto de 1974, confesó la violación y el asesinato de French. Durante los nueve meses de investigación policial, las fuerzas del orden lo sometieron a un examen con polígrafo; los resultados del examen no fueron concluyentes y Turner se negó a participar en un segundo examen. La policía también había recogido muestras de vello corporal y fibras de la colcha de Turner, que coincidían con las muestras encontradas en el cuerpo y la ropa de French. 
Turner, en su confesión de 1974, declaró que cuando vio a French en la puerta de su casa se sintió «muy motivado sexualmente»; dijo que entonces la llevó a su dormitorio, donde la desnudó y mantuvo relaciones sexuales anales con ella. Turner dijo entonces que se dio cuenta de que French había dejado de respirar después de la agresión sexual, que puso su cabeza sobre el pecho de ella y notó que su corazón aún latía, e intentó reanimarla colocando sus manos sobre su pecho y escuchando de nuevo su pecho hasta que dijo que Penn había llegado en coche a la casa. Fue detenido por la policía el 9 de agosto de 1974 y condenado el 4 de febrero de 1975 por un jurado por los cargos de asesinato en segundo grado, incitación a una menor con fines inmorales y actos de perversión sexual, y sentenciado a 38 años y 6 meses de prisión.

## Liberaciones condicionales de Turner
Turner obtuvo la libertad condicional por primera vez el 13 de octubre de 1992 por «buena conducta» tras cumplir solo 17 años y 8 meses de su condena en la Institución Correccional de Waupun. Este hecho provocó múltiples protestas comunitarias y la indignación pública entre los familiares de French y los residentes de Milwaukee, donde vivía en un centro de reinserción social durante su primera libertad condicional. La situación llevó a los legisladores a crear la ley sobre depredadores sexuales del capítulo 980 de Wisconsin, apodada «ley Turner», que fue ratificada el 26 de mayo de 1994 por el gobernador Tommy Thompson. Dicha ley permite que los delincuentes que han sido puestos en libertad condicional o liberados de sus penas de prisión sean detenidos en instituciones mentales si se considera que tienen una «probabilidad sustancial» de cometer otro delito. Turner fue enviado de nuevo a prisión el 23 de noviembre de 1993, después de que una apelación del Departamento de Correccionales dictaminara que habían calculado mal su libertad condicional obligatoria por buen comportamiento.
El 29 de enero de 1998, tras un juicio de cuatro días, un jurado en la audiencia de libertad condicional de Turner dictaminó que no era un depredador sexual violento, lo que significaba que no podía ser recluido en un centro de tratamiento en virtud de la «ley Turner» y podía comenzar su segunda libertad condicional obligatoria ese año. En julio de 1998, un juez falló en contra de un intento fallido de revocar su libertad condicional tras un incidente ocurrido en junio en el que Turner había gritado y amenazado con un cuchillo de carnicero a su asistente social mientras se encontraba en su centro de reinserción social, aunque un psiquiatra dictaminó que seguía siendo un individuo peligroso.
Turner y la empresa llegaron a un acuerdo confidencial por el que se les obligaba a contratar a Turner debido a una antigua ley de Wisconsin que no permitía a las empresas tener en cuenta las condenas penales a la hora de contratar a antiguos delincuentes, a menos que el delito estuviera «sustancialmente relacionado» con el puesto de trabajo solicitado, lo que la empresa Waste Management argumentó que no podía contratarlo, ya que habían realizado 15 visitas con niños durante el curso escolar anterior y que tendría acceso a materiales y productos químicos peligrosos.
Tras la denuncia de Turner contra la empresa de gestión de residuos, la Asamblea del Estado de Wisconsin aprobó un proyecto de ley el 28 de octubre de 1999, por 63 votos a favor y 33 en contra, que derogaba la ley original que prohibía la discriminación laboral por los antecedentes penales de los delincuentes, lo que significaba que los empleadores podían negarse legítimamente a contratar a delincuentes condenados por sus antecedentes penales sin que se presentaran más denuncias. Turner volvió a la cárcel por 15 años más tras violar su libertad condicional en 2003, cuando se descubrió que poseía una gran cantidad de contenido pornográfico.
Turner, en una carta sin fecha que escribió a French tras su muerte, describió los acontecimientos que tuvieron lugar durante su encuentro: «Dudo que pueda llegar a comprender plenamente el terror que experimentaste a manos mías. Todavía puedo verte de pie en la puerta con ese sombrero de fieltro, radiante por haberme reconocido. Luego veo cómo el deleite de tus ojos se convierte en miedo cuando cierro la puerta detrás de ti [...] El resto de mi vida tendré que vivir con lo que te hice [...] Esa noche me convertí en un monstruo [...] Te juro por mi vida que nunca volveré a hacer daño a otro niño». Turner sugirió en una ocasión que, debido a que cometió los crímenes en Halloween, se le dio más importancia al delito y a su caso, y llegó a decir: «Si hubiera ocurrido en otro día, como el día de San Valentín, a nadie le habría importado un comino».

## Liberación y detención de Turner
Tras ser devuelto a prisión para cumplir una condena de 15 años y medio por violar su libertad condicional en 2003, Turner tenía previsto ser liberado obligatoriamente de su condena prolongada en la Institución Correccional de Racine sin restricciones de libertad condicional el 1 de febrero de 2018. La inminente liberación de Turner llevó a la madre de Lisa Ann French a crear una petición en línea con el fin de mantener a Turner encarcelado en un centro de tratamiento mental. En 2021, la petición ha recibido más de 34 000 firmas, de las cuales más de 9 000 proceden de residentes de Wisconsin. El Departamento de Justicia de Wisconsin presentó una petición legal el 26 de enero de 2018, antes de su liberación obligatoria de prisión, para argumentar que Turner debía ser detenido en virtud del capítulo 980 de Wisconsin. Turner fue trasladado temporalmente a un centro en el condado de Juneau, a la espera de una audiencia programada para el 6 de abril de 2018, con el fin de determinar si Turner era un delincuente sexual violento y podía ser recluido en un centro de tratamiento de forma permanente.
La audiencia prevista para el 6 de abril se pospuso después de que el juez del tribunal de circuito Robert Wirtz ordenara el traslado del proceso desde su ubicación original en el condado de Fond du Lac al condado de Dane, Wisconsin. Esta medida fue el resultado de que el abogado defensor de Turner persuadiera a Wirtz para que trasladara la audiencia, argumentando que Turner había vivido en un centro de reinserción social en Madison durante su segunda libertad condicional antes de ser enviado de nuevo a prisión. El Departamento de Justicia de Wisconsin procedió entonces a apelar la decisión del juez de circuito de trasladar el caso al condado de Dane, ya que el Departamento de Justicia argumentó que la audiencia debía celebrarse en el lugar donde se había cometido el delito.
A medida que se alargaban los intervalos entre cada audiencia, un portavoz del Departamento de Justicia declaró que no había un plazo para tomar una decisión definitiva sobre la situación de Turner, ya que este permanecía en el Centro de Tratamiento Seguro Sand Ridge en Mauston (Wisconsin). En 2019, un tribunal de apelación de Wisconsin dictaminó de forma irrevocable que Turner debía ser juzgado de nuevo en el condado de Fond du Lac, anulando la decisión del juez del tribunal de circuito y dictaminando que debía ser juzgado en el condado de Fond du Lac. Sin embargo, el proceso se pospuso de nuevo, en parte debido a la pandemia de COVID-19. Según las últimas informaciones, Turner iba a ser juzgado de nuevo el 29 de octubre de 2020, dos días antes del 47.º aniversario del asesinato de French.
El 23 de febrero de 2022, el juez Paul Czisny denegó finalmente la puesta en libertad de Turner y dictaminó que debía permanecer recluido en un centro de salud mental de alta seguridad.